# Women's Tax Resistance League
Vous lisez un « bon article » labellisé en 2015.
La Women's Tax Resistance League (« Ligue féminine de résistance fiscale ») (WTRL) est une association britannique féministe, fondée en 1909 à l'initiative de plusieurs membres de la Women's Freedom League (« Ligue pour la liberté des femmes ») (WFL). La WTRL milite pour le droit de vote des femmes au Royaume-Uni et la création d'un statut fiscal de la femme mariée.
Dans un contexte de division des suffragistes britanniques en plusieurs associations rivales, parfois opposées, la WTRL se concentre sur une modalité d'action unique, la résistance fiscale. Elle peut ainsi organiser une action concertée impliquant des femmes de tous les courants du suffragisme, et parvient à mettre le gouvernement libéral au pouvoir devant les contradictions de sa politique fiscale. Elle suspend ses activités à l'entrée de la Première Guerre mondiale et se dissout en 1918, après que les femmes de plus de 30 ans ont obtenu le droit de vote. Dix ans plus tard, en 1928, les femmes britanniques obtiennent le droit de vote dans les mêmes conditions que les hommes.

## Organisation

### Motivations
Au début du XXe siècle, à partir de 1918, les femmes britanniques ont le droit de voter et de se présenter aux élections locales à condition, comme pour les hommes, d'être propriétaires (le suffrage est censitaire). Elles n'en ont pas du tout le droit aux élections nationales (elles en auront le droit à partir de 1945).
La WTRL milite pour la généralisation du droit de vote des femmes en invoquant un des principes fondateurs de l'esprit démocratique anglo-saxon « No taxation without representation » (en) (« Pas de taxation sans représentation »). Utilisant un raisonnement par l'absurde, les femmes de la WTRL soutiennent que si elles n'ont pas accès au droit de vote, alors tout impôt qui leur est réclamé par l’État est anticonstitutionnel.
Outre la question du droit de vote, les revendications de la WTRL portent sur les incohérences du système fiscal britannique de l'époque. En effet, les récentes lois sur la propriété des épouses de 1870 puis 1884 confèrent aux femmes le droit à la propriété mobilière, ce qui leur donne une existence juridique en mettant fin au principe de « coverture » qui fusionnait la personnalité juridique d'une femme mariée avec celle de son époux. Ces réformes sont ignorées par l'administration fiscale qui utilise encore la coverture pour le calcul et le recouvrement des impôts. Alors que les femmes mariées ont désormais le droit d'avoir des revenus séparés de ceux de leur conjoint, celui-ci est le seul interlocuteur de l'administration fiscale : il est le seul à être considéré comme « propriétaire » au sein du couple, et est taxé pour les revenus des deux conjoints. Seules les veuves et les femmes célibataires ont alors une existence fiscale.

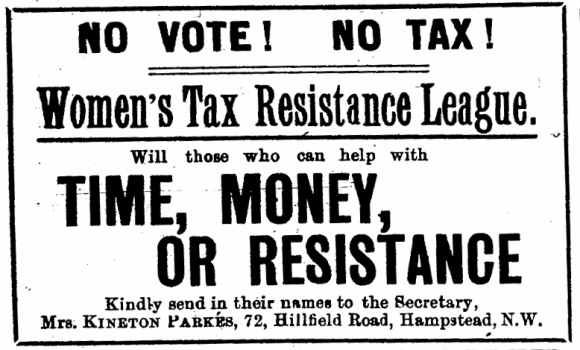
Publicité parue dans le journal The Vote, 15 octobre 1910.

Ces dispositions ont des conséquences au-delà de la perception des impôts. Faute d'être considérées comme propriétaires par l'administration fiscale, les femmes mariées sont exclues de facto du vote aux élections locales, auxquelles peuvent participer les veuves et les célibataires, par les règles fiscales qui leur sont appliquées.
Enfin, les modalités de calcul des impôts sur le revenu conduisent à ce qu'un couple marié soit plus lourdement taxé que s'il ne l'était pas, décourageant fiscalement le mariage.
Lorsqu'il reçoit une délégation de membres de la WTRL en 1913, le chancelier de l'Échiquier libéral David Lloyd George reconnaît que la position du fisc anglais est indéfendable sur ces points, mais invoque des « difficultés d'ordre pratique » en raison desquelles remédier à la situation coûterait bien trop cher au Trésor britannique.

### Inspirations
Symboliquement, la WTRL multiplie les références à John Hampden, un parlementaire du XVIIe siècle qui avait refusé de s'acquitter d'un nouvel impôt du monarque Charles Ier. Son opposition à l'absolutisme royal avait participé à précipiter une crise constitutionnelle qui avait, in fine, mené aux Guerres des Trois Royaumes. La WTRL organisera un dépôt de gerbe sur son monument, et le cabinet de Ethel Aryes Purdie, chez qui se réunit le bureau de la WTRL, s'installera à Hampsden House.
Les membres de la WTRL se réfèrent à d'autres exemples de résistance fiscale : les quakers, qui refusaient de payer la dîme et l’impôt lors des campagnes pour l'abolition de l'esclavage, au début du XIXe siècle, les non-conformistes, qui, en 1903 et 1904, refusaient de payer la part d'impôt correspondant au financement d'écoles confessionnelles anglicanes, et les pacifistes, qui se sont opposés par la résistance fiscale à la guerre des Boers.
Enfin, la campagne de désobéissance civile des suffragistes britanniques et la campagne d'émancipation des Indiens d'Afrique du Sud, menée par Mohandas Gandhi, se déroulent au même moment et contre le même adversaire (le gouvernement britannique). Les deux campagnes s'inspirent l'une de l'autre, notamment dans la philosophie de l'action non-violente. La Women's Freedom League, à l'origine de la création de la WTRL, a été créée sur les mêmes principes. Gandhi et Charlotte Despard, sa présidente, se rencontrent peu de temps avant la création de la WTRL. Pour Despard, la résistance fiscale s'inscrit dans une stratégie plus large de « résistance passive », une forme de « grève générale des femmes » incluant le refus de porter des enfants, d'accomplir les tâches domestiques et de remplir les obligations civiques qui leur étaient imposées.

### Stratégie
La stratégie de désobéissance civile de la WTRL s'appuie sur la dignité de ses membres et la respectabilité de leurs intentions. Elles comptent peser sur les dirigeants britanniques via l'opinion publique, en appliquant les principes énoncés par l'Américain Henry David Thoreau : en s'opposant pacifiquement mais fermement à l'injustice qui leur est faite (la taxation sans représentation), elles poussent le pouvoir à reculer ou à commettre des actes plus injustes encore (la vente aux enchères de leurs biens).
La réussite des actions de la WTRL s'appuie donc sur la publicité qui en est faite et sur la non-violence de leur opposition aux autorités. Elle compte sur la disproportion de la répression pour s'attirer, par contraste, la sympathie du public.
Le choix de l'impôt comme moyen d'action est aussi guidé par son rôle symbolique, dans la société édouardienne, de marqueur de la citoyenneté. Les représentations de l'époque considèrent à la fois la question fiscale comme d'une grande portée symbolique en politique, mais également la résistance fiscale comme un acte de protestation légitime malgré son illégalité.

### Relation aux autres organisations
Dans un mouvement suffragiste britannique très divisé, la WTRL fait le choix d'un mode d'action unique et d'une organisation non-partisane, ouverte à tous les courants du suffragisme. Si les membres de la WTRL appartiennent pour la plupart à d'autres associations féministes, aux relations parfois tendues, leur travail au sein de la WTRL est majoritairement organisationnel, opérationnel, et par conséquent ne donne lieu ni à des débats internes, ni à un positionnement politique (conservateur, libéral ou travailliste), ni à des conflits avec d'autres structures.
- La Women's Freedom League (« Ligue pour la liberté des femmes ») (WFL), proche des travaillistes et non-violente, est à l'origine de la WTRL : plus de la moitié des membres fondateurs en sont issus, à tel point qu'il est proposé au cours de la première réunion de rattacher la WTRL à la WFL. La WTRL décide cependant de rester indépendante afin de préserver sa capacité à recruter des militants d'autres courants suffragistes[BB 4]. La WFL soutient la WTRL et relaie ses actualités dans sa revue The Vote[BB 11].
- La Women's Social and Political Union (« Union sociale et politique des femmes ») (WSPU), proche des conservateurs et aux méthodes plus violentes, traite les stratégies de désobéissance civile de façon contradictoire : elle en célèbre les réussites, tout en jugeant le principe trop tiède[BB 12]. En conflit avec la WFL, la WSPU et son organe de presse Votes for Women passent systématiquement sous silence le rôle, pourtant essentiel, des militantes de la WFL dans les actions de la WTRL. Finalement, quand Christabel Pankhurst, dirigeante de la WSPU, lance officiellement (et tardivement) en 1910 un appel à la résistance fiscale, elle assure qu'elle n'a elle-même plus payé d'impôts depuis trois ans. Cette affirmation hautement improbable relève, pour l'historienne Myriam Boussahba-Bravard, du « culte de la personnalité »[BB 13].
- La National Union of Women's Suffrage Societies (« Union nationale des sociétés suffragistes féminines ») (NUWSS), libérale et légaliste, se refuse à mener ou à soutenir des actions illégales comme la résistance fiscale. Néanmoins, elle ne condamne pas les femmes qui feraient ce choix individuellement, y compris ses propres adhérentes, et publicise les actions de la WTRL[BB 14].

Outre ces trois acteurs majeurs, la WTRL est également rejointe par les membres de diverses associations de plus petite taille : la London's Society for Women Suffrage (« Société londonienne pour le droit de vote des femmes »), la Conservative and Unionist Women's Franchise Association (« Association conservatrice et unioniste pour l'affranchissement des femmes »), la Church League for Women Suffrage (« Ligue des Églises pour le droit de vote des femmes »), la Free Church League (« Ligue des Églises libres »), la Catholic Women's Suffrage Society (« Société des femmes catholiques pour le droit de vote »), la Actresses' Franchise League (« Ligue pour l'affranchissement des actrices »), la Artists' Franchise League (« Ligue pour l'affranchissement des artistes »), et la Women Writers' Suffrage League (« Ligue des écrivaines pour le droit de vote »).

## Historique

### Prémices et précurseurs
Des actions isolées de femmes suffragistes refusant de s'acquitter de l'impôt avaient ponctuellement eu lieu avant la création de la WTRL.

#### Les Priestman et Henrietta Müller
Les sœurs Anna Maria et Mary Priestman, membres de la première société suffragiste britannique, avaient tenté de résister au paiement de l'impôt en 1870. Certains de leurs biens (des fauteuils) avaient été saisis pour être vendus aux enchères, mais un sympathisant maladroit paye l'impôt des Priestman avant que la vente aux enchères n'ait lieu, invalidant leur action. La même chose se produit l'année suivante, et les Priestman renoncent à cette modalité d'action.
En 1884, la féministe Henrietta Müller, fille d'un homme d'affaires britannique d'origine allemande, refuse également de payer ses taxes. Plusieurs de ses biens sont mis aux enchères, mais sont achetés par des amis qui les lui rendent.

#### Dora Montefiore
Le 8 juin 1897, la militante suffragiste Dora Montefiore lance un appel à la résistance fiscale des femmes dans un courrier à l'hebdomadaire Woman’s Signal. Elle est alors encore libérale et membre de la NUWSS. En tant que veuve, elle est assujettie à l'impôt, qu'elle refuse de payer à plusieurs reprises entre 1899 et 1905, sans parvenir à faire médiatiser les mises aux enchères de ses biens.
En 1906, alors membre de la WSPU, elle se barricade dans sa maison londonienne avec l'aide de sa domestique, également suffragiste. Pendant les six semaines du « siège de Hammersmith », elles tiennent en échec les huissiers. Ses amies de la WSPU, Teresa Billington-Greig et Annie Kenney (qui rejoignent, comme elle, la WFL ensuite), invitent la presse et organisent des manifestations, tandis qu'elle-même apparaît périodiquement à la fenêtre du « Fort Montefiore »,.
Elle installe sur le fronton de son domicile une bannière disant « Women must vote for the laws they obey and the taxes they pay » (« Les femmes doivent voter pour les lois auxquelles elles obéissent et les taxes qu'elles payent »). Malgré l'audience médiatique importante, l'action de Dora Montefiore reste isolée.
La présidente de la Women's Freedom League, Charlotte Despard, est une amie proche de Dora Montefiore. Il est probable qu'elle ait été influencée par elle dans la décision de lancer une vaste campagne de résistance fiscale.

### Fondation

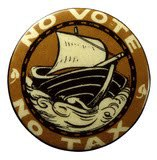
Un badge de la Women's Tax Resistance League.

La Women's Tax Resistance League est fondée le 22 octobre 1909, dans la demeure de Louisa Garrett Anderson. Parmi les vingt fondatrices, onze appartiennent à la Women's Freedom League (« Ligue pour la liberté des femmes »), une scission récente de la Women's Social and Political Union (WSPU) proche des travaillistes, quatre appartiennent à la WSPU, et une à la Social Democratic Federation (« Fédération sociale-démocrate »). Les autres appartiennent également à des mouvements suffragistes. Le but de la WTRL est de former un groupe de « résistance passive à l’impôt dans lequel les femmes sérieuses déjà impliquées dans le mouvement suffragiste pourront donner suite à l’excellent travail déjà accompli ».
Une permanente de la WFL, Margaret Kineton Parkes, est détachée pour une durée de trois mois à la WTRL. Elle en devient par la suite la secrétaire générale. Les couleurs officielles, marron et noir, sont adoptées, ainsi que le slogan « No vote, no tax » (« Pas de vote, pas de taxe »). Le badge de la WTRL est dessiné par Mary Sargant Florence, également membre de la WFL. Celle-ci crée également une bannière de procession en soie blanche, portant l'inscription « Pay the piper, call the tune » (« Paie l'orchestre, choisis la partition »).
L'une des fondatrices, Ethel Aryes Purdie, est une experte-comptable qui défend les contribuables féminines face à l'administration fiscale. Elle joue un rôle décisif dans la création de la WTRL, puisque c'est elle qui enseigne au mouvement suffragiste les contradictions techniques de la loi et des directives du Trésor public. Nommée membre du bureau et auditrice des comptes de la WTRL, il est décidé que les réunions du bureau se tiendraient à son cabinet. Elle jouera un rôle majeur au sein de la ligue, conseillant individuellement les membres en conflit avec les autorités et les représentant face à la justice.

### Parcours et dissolution
Dès juillet 1910, la WTRL compte une centaine de membres. Elle organise des conférences en 1911 et 1912, et rejoint le Federated Council of Women's Suffrage (« Conseil fédéré du droit de vote des femmes ») la même année.
Au début de la Première Guerre mondiale, les suffragistes sont fortement divisées entre celles souhaitant, par patriotisme, répondre à l'appel du gouvernement de participer à l'effort de guerre, et celles souhaitant continuer la lutte militante. Un conseil extraordinaire de la WTRL décide de suspendre ses activités. Cette décision est confirmée dans une réunion plénière, où la résolution est votée à une seule voix de majorité. Individuellement, quelques militantes de la WTRL continuent tout de même la résistance fiscale jusqu'à l'obtention du droit de vote en 1918, comme l'écrivaine Evelyn Sharp, qui sera poussée à la faillite par l'accumulation des frais de justice.
La WTRL participe à deux autres réunions : le Consultative Committee of Constitutional Women's Suffrage Societies (« Comité consultatif des sociétés constitutionnelles pour le droit de vote des femmes »), organisé en 1916 par la National Union of Women's Suffrage Societies (|NUWSS) en réaction à la proposition du gouvernement d'effectuer des changements aux lois électorales à la fin de la guerre, et une réunion de dissolution, en 1918, après que le Representation of the People Act 1918 (« Loi de 1918 sur la représentation populaire ») accorde le suffrage censitaire aux femmes de plus de trente ans.

## Activités

### Résistance fiscale
L'action des membres de la WTRL consiste à encourager et organiser la résistance fiscale des femmes. Les femmes ayant le droit de vote aux élections locales, les impôts visés sont les impôts nationaux déclaratifs, qui ne sont pas prélevés à la source : impôt sur le revenu, impôt foncier, contribution à l'assurance sociale, licences sur les chiens, les domestiques hommes, les voitures à cheval, les armes, le gibier, et les armoiries. Environ 10 000 femmes refusent notamment de payer les cotisations patronales, introduites en 1911 par le National Insurance Act, une centaine d'entre elles allant jusqu'à être envoyées en prison par l'administration fiscale.

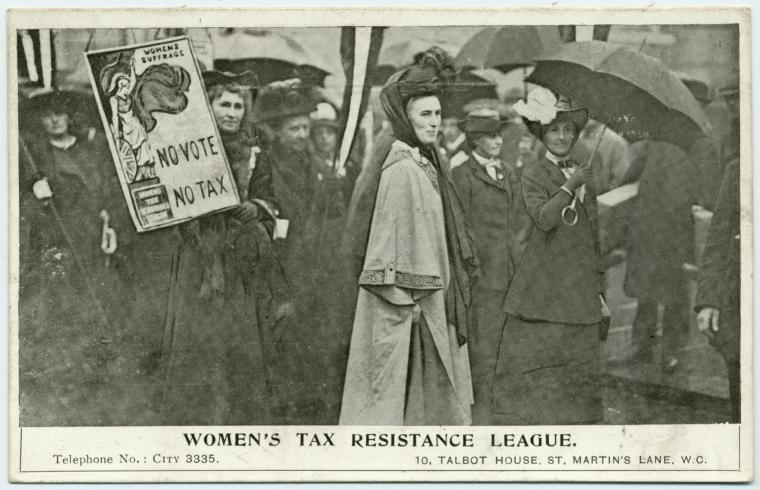
Une carte postale de la WTRL représentant Clemence Housman défilant à côté d'une affiche de la WTRL pendant une manifestation.

Chaque acte des autorités, qu'il s'agisse de saisie de biens par des huissiers, des mises aux enchères de ceux-ci, d'arrestations ou de libérations de contrevenantes, est l'occasion de rassemblements, manifestations, afin de susciter le débat et d'attirer l'attention sur la cause suffragiste. Lorsque les biens d'une membre de la WTRL sont mis aux enchères, il arrive qu'ils soient rachetés par d'autres membres de la WTRL pour les leur rendre. Il arrive que ces démonstrations rencontrent l'hostilité publique, voire provoquent des altercations, comme celle du 24 avril 1913, où l'écrivaine Beatrice Harraden reçut une pierre dans l’œil. Lorsqu'un membre est emprisonné, les autres militantes viennent manifester bruyamment devant la prison jusqu'à sa libération.
Plus de 220 femmes participent directement à des actes de ce type, soutenues par nombre d'autres qui organiseront des actions de soutien, comme des manifestations et des collectes de fonds. L'hebdomadaire The Vote, organe officiel de la Women's Freedom League, publie des articles de soutien à la WTRL ainsi que la liste des mises aux enchères et de ses militantes emprisonnées.
Les réactions des autorités comme l'engouement de la presse sont fortement influencées par la classe sociale de la militante en infraction : pour un défaut de paiement de licence sur ses cinq chiens, son domestique et sa voiture à cheval, la princesse indienne Sophia Duleep Singh reçoit une amende de trois livres. Pour le même délit, Mademoiselle Andrews, d'Ipswich, est emprisonnée une semaine dans le quartier des prisonnières politiques ; Emma Spronson, enseignante issue d'une famille ouvrière, est emprisonnée deux fois pour une durée totale de six semaines, et son chien est abattu par les autorités. Incarcérée avec les prisonnières de droit commun, elle est transférée dans le quartier, plus confortable, des prisonnières politiques après une grève de la faim.

### Manifestations et pétitions
Le 7 octobre 1911, la WTRL participe à l'organisation d'une grande manifestation londonienne dont le mot d'ordre est « No vote, no tax ».
La même année, l'écrivain George Bernard Shaw, sympathisant actif de la WTRL, déclare à l'administration fiscale qu'il ne connaît pas le montant des revenus de son épouse, celle-ci ayant son propre compte en banque. Son attitude contraint le gouvernement à faire adopter une loi pour régler ce type de situation.
Ethel Aryes Purdie pétitionne auprès de la Haute Cour de Justice et obtient en 1914 le droit pour l'épouse de récupérer elle-même le trop-perçu après un prélèvement à la source, que l'administration fiscale rendait auparavant au mari.

### Affaires notables

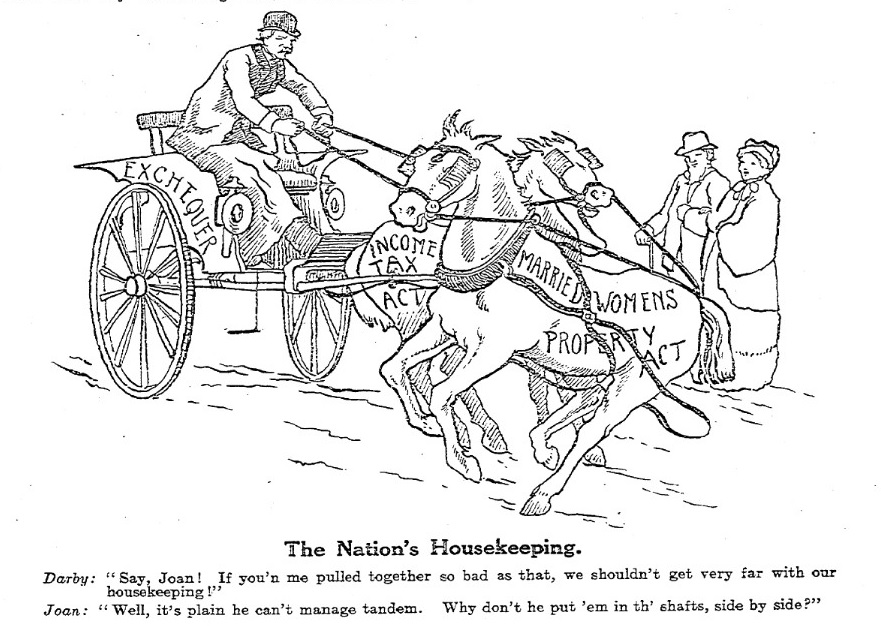
Le chancelier de l'Échiquier a du mal à atteler la loi fiscale et la loi sur la propriété des femmes.
Darby : Regarde, Joan ! Si l'on s'organisait aussi mal tous les deux, on ne s'en sortirait pas avec nos finances !
Joan : Pourquoi ne les attache-t-il pas côte-à-côte ?
Paru dans Common Cause le 6 octobre 1910.

#### La «comédie bureaucratique» d'Alice Burns
Le docteur Alice Burns est assistante d'inspecteur médical pour le comté de Durham et membre de la WSPU et de la WTRL. En juin 1911, elle cesse de payer ses impôts, ceux-ci étant réclamés à son mari vivant alors en Nouvelle-Zélande, hors de la juridiction de l'administration fiscale. Après plusieurs lettres de relance et des menaces d'emprisonnement, Ethel Ayres Purdie, qui représente le docteur Burns, réussit à la faire exempter d'impôt en octobre 1912.
Ethel Ayres Purdie tire de cette affaire une pièce de théâtre, A red tape comedy (« Une comédie bureaucratique »), mettant en scène son audition devant le commissaire des impôts. L'experte-comptable avait dû produire, devant le juge, des lettres d'amour du couple afin de démontrer qu'ils avaient toujours une « vie commune » malgré la distance. La pièce est publiée dans The Vote,.

#### L'arrestation de Clemence Housman
La suffragette, artiste et écrivaine Clemence Housman, membre fondatrice de la WTRL, en est la première emprisonnée pour non-paiement de sa taxe d'habitation. En 1911, elle loue une maison de vacances meublée. Le fisc ne pouvant saisir ces biens dont elle n'est pas propriétaire, elle est emprisonnée pour refus du paiement de sa taxe de 4,60 shillings. L'affaire est très fortement relayée par la presse suffragiste, puis nationale et même dans le Times, à la ligne pourtant anti-suffragiste. L'absurdité de la sanction y est condamnée autant que son inefficacité budgétaire, car l'emprisonnement de Clemence Housman coûte bien plus que la somme réclamée à l'écrivaine. Clemence Housman est libérée au bout d'une semaine, sans justification explicite de la part du gouvernement. Un défilé improvisé célèbre sa libération, mené par Christabel Pankhurst et Margaret Kinton Parkes. Elle ne paie sa dette au fisc qu'après l'obtention de son droit de vote, en 1918.

#### L'affaire Wilks
Les époux Wilks, tous deux suffragistes, exploitent les failles de la loi au cours d'une affaire qui durera deux ans. La docteure Elizabeth Wilks, membre du bureau de la WTRL, est bien plus fortunée que son mari Mark, professeur dans une école publique londonienne et membre de la Men's League for Women Suffrage (« Ligue masculine pour le droit de vote des femmes ») (MLWS). Elle refuse d'abord d'informer son mari du montant de ses revenus, celui-ci expliquant à l'administration fiscale qu'il ne pouvait remplir correctement sa déclaration de revenu. Une estimation est faite du montant dû, mais Mark Wilks refuse de payer, ne pouvant payer seul les impôts du couple, et sa femme refusant de payer sa part de l'impôt. Des biens sont saisis mais, appartenant en propre au docteur Wilks et non à son mari, ils doivent lui être rendus. Finalement, Mark Wilks est emprisonné à la maison d'arrêt de Brixton à l'automne 1912.
Le gouvernement britannique se retrouve devant une situation intenable. Des manifestations sont organisées devant la prison pour réclamer sa libération, des lettres sont envoyées au Roi pour réclamer sa grâce, et la presse s'intéresse à l'affaire. Le Daily Herald s'enquiert de la situation de Mark Wilks, et révèle qu'il lit dans sa cellule La Grande Révolution, de Kropotkine. L'affaire remonte jusqu'au Parlement : Bertrand Russell interpelle le gouvernement à la Chambre des lords, appelant à un changement législatif de « bon sens ». Lord Ashby St Ledgers, le Paymaster General (en) du gouvernement, finit par admettre l'illogisme des lois fiscales. À la Chambre des communes, c'est Llyod George, le chancelier de l’Échiquier, qui, coincé, justifie sa politique fiscale par le coût que l’État aurait à payer pour y remédier. Il promet néanmoins de stopper les actions de l’État envers Mark Wilks.
La presse anti-suffragiste, comme le Times, utilise l'arrestation de Mark Wilks pour dénoncer l'injuste traitement réservés aux maris, « victimes » à la fois des féministes et de l'administration fiscale. L'écrivain suffragiste George Bernard Shaw, s'en amuse :
«  En tant qu’homme, j’étais capable de patienter en attendant la réforme [le suffrage féminin] avec une certaine dose de sérénité quand j’assistais au spectacle des femmes se sacrifiant avec héroïsme. Maintenant que les femmes se mettent à sacrifier les hommes, cela change tout. Du malheureux Premier ministre jusqu’à l’homme de la rue, aucun homme n’est plus en sécurité. »
Alors que les membres de la MLWS, la WFL et la WTRL préparent une grande manifestation à Trafalgar Square, Wilks est soudainement libéré après quinze jours de prison. Il reçoit une ovation de la foule à sa sortie. Dans un discours improvisé, il remercie la foule présente de son soutien, insistant sur sa joie d'avoir entendu, chaque nuit, les chants et les acclamations des manifestants,.

#### L'emprisonnement de Kate Harvey
En 1912, Kate Harvey, directrice de publication de The Vote et compagne de Charlotte Despard, refuse de s'acquitter des cotisations patronales sur l'emploi de sa jardinière. Confrontée à un ordre de saisie de ses biens par l'administration fiscale, elle se barricade chez elle pendant six mois, jusqu'à ce qu'un huissier réussisse à pénétrer chez elle avec une barre à mine.
L'année suivante, alors qu'elle est à nouveau condamnée pour non-paiement de ses taxes, elle se barricade à nouveau chez elle, après avoir déclaré au tribunal qu'elle « préférait mourir » avant que de payer des impôts. Cette fois, il faut huit mois et un bélier pour procéder à la saisie de ses biens. La presse s'empare de l'affaire, le hasard voulant que la domestique en question se nomme Asquith – comme le premier ministre Herbert Asquith. Le gouvernement décide de faire un exemple et Kate Harvey est condamnée à deux mois de prison. Elle est envoyée dans la seconde section de la prison de Holloway, avec les criminelles de droit commun, alors que Clemence Housman, pour des faits similaires, avait été dans la première section, plus confortable.
Sa peine, exceptionnellement sévère, mobilise les suffragistes et devient une « cause célèbre ». Des manifestations sont organisées à Trafalgar Square et à Caxton Hall pour réclamer sa libération. Pendant la vente de ses biens aux enchères, la foule est si hostile et l'événement si chaotique que la vente doit être abandonnée, et le collecteur d'impôts perd 7 livres dans l'opération.
La santé de Kate Harvey se détériore rapidement, mais elle refuse de voir un médecin et demande la venue d'un homéopathe, demande qui lui est refusée. Les autorités craignant qu'elle ne meure en cellule, elle sera libérée au bout d'un mois.
La trésorière de The Vote, Elizabeth Knight, est condamnée pour les mêmes raisons que Kate Harvey en février 1914 à 20 livres d'amende et un mois de prison. Arrêtée le 16 juin, elle est relâchée le lendemain. Le gouvernement justifie sa libération par le paiement des sommes dues, ce qui est contesté par The Vote, qui accuse le gouvernement de mentir pour se débarrasser de détenues encombrantes.

## Bilan

### Efficacité des actions
S'il est difficile de distinguer les conséquences politiques des actions de la WTRL parmi les victoires du mouvement suffragiste dans son ensemble, il est possible de noter que la résistance fiscale des femmes suffragistes s'est révélée difficile à combattre pour le gouvernement ; les poursuites judiciaires ont été peu efficaces en raison de la personnalité des militantes et de la force de leur réseau de soutien, qui a joué un rôle important dans la stratégie du mouvement.
Par sa résistance passive, la WTRL a réussi à forcer le gouvernement britannique à assumer le rôle de l'agresseur agissant, qui supporte inévitablement les critiques. La position des libéraux au pouvoir étant contradictoire avec leurs propres principes politiques, leur réaction ne pouvait être que maladroite et prêter le flanc à la satire et au discrédit. En particulier, Lloyd George et Herbert Henry Asquith sont abondamment caricaturés pour leur gestion de la résistance fiscale.
De manière générale, la répression des suffragistes par le gouvernement, notamment par l'alimentation forcée des prisonnières en grève de la faim et le Cat and Mouse Act, contribue à discréditer le Parti libéral dont le pouvoir décline fortement après la guerre.

### Portée culturelle
L'historienne Myriam Boussahba-Bravard note que les campagnes de la WTRL marquent l'avènement d'une nouvelle figure militante, celle du couple suffragiste : « Plus facilement que pour d’autres thématiques, le combat contre la non-existence fiscale des épouses permet aux deux conjoints d’affirmer leur suffragisme. », avec des exemples comme le capitaine Gonne, qui refuse de payer les impôts de son couple tant que sa femme ne disposera pas du droit de vote. De plus, une telle figure du couple donne des armes supplémentaires aux féministes face à un cliché souvent mobilisé contre elles, celui de la vieille fille aigrie qu'aucun homme n'a voulu épouser.

### Hommages
Lors de la cérémonie d'ouverture des Jeux olympiques de Londres, en 2012, un hommage est rendu à l'action des suffragettes dans un tableau sur l'histoire du Royaume-Uni. Une célèbre affiche de la WTRL, représentant Minerve prête au combat, est brandie par deux figurantes.

## Membres notables
- Ethel Ayres Purdie
- Anne Cobden-Sanderson
- Charlotte Despard
- Sophia Duleep Singh
- Gertrude Eaton
- Beatrice Harraden
- K. Harvey
- Cicely Hamilton
- Clemence Housman
- Edith How-Martyn
- Kate Haslam
- Dora Montefiore
- Edith Morley (en)[19]
- Margaret Nevinson
- Mary Russell
- Mary Sargant Florence
- Evelyn Sharp
- Flora Annie Steel
- Edith Zangwill.

## Archives
Les archives de la WTRL se trouvent à The Women's Library (en), à l'université métropolitaine de Londres, référence 2WTR.
Une sélection des articles concernant la WTRL et la résistance fiscale parus dans The Vote, l'organe de presse de la Women's Freedom League, se trouve sur le blog The Picket Line, par David Gross.